# Opel Genève
De Opel Genève was een tweezits-conceptwagen van het Duitse automerk Opel. De wagen werd in 1975 voorgesteld aan het publiek op het Autosalon van Genève.
De Genève zou rijden met een wankelmotor waardoor de eerste naam van de wagen Opel GT/W was, waarbij de W stond voor Wankel. Dit plan werd echter geannuleerd nog voor de wagen volledig klaar was. Uiteindelijk werd besloten om de Genève dienst te laten doen als blikvanger tijdens het autosalon van Genève en hem ook hiernaar te vernoemen.